# Carrier Air Wing 11

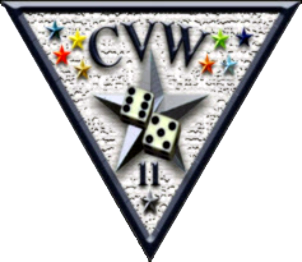

El Carrier Air Wing 11 (CVW-11) es un ala aérea embarcada de la Armada de los Estados Unidos; forma parte del Naval Air Force, U.S. Pacific Fleet; Su base es Naval Air Station Lemoore (California).

## Historia
Esta unidad fue creada en 1942 y luchó en la Segunda Guerra Mundial (en el teatro de operaciones del Pacífico). Luego luchó en la guerra de Corea (1950-1953) y fue la primera unidad en lograr el derribo de un avión MiG enemigo. Posteriormente, durante la guerra de Vietnam (1965-1975), condujo operaciones de combate desde el USS Kitty Hawk; fue condecorada. En 1988 fue parte del ataque de retaliación contra la marina de guerra de Irán por la avería de la fragata USS Samuel B. Roberts en el golfo Pérsico. En 1989 prestó apoyo a la Operación Classic Resolve (Filipinas). En la década de 1990, incorporó los aviones F/A-18 Hornet y participó de las operaciones Southern Watch (Irak) y Restore Hope (Somalia). Posteriormente, en el siglo XXI, estará en la operaciones Enduring Freedom (Afganistán) e Iraqi Freedom (Irak).